# Бон Акор (Алберта)
Бон Акор (енгл. Bon Accord) је малена варош у централном делу канадске провинције Алберта, у оквиру статистичке регије Велики Едмонтон. Налази се 40 км северно од административног центра провинције града Едмонтона.
Према подацима пописа становништва из 2011. у варошици је живело 1.488 становника у 569 домаћинстава што је за 3% мање у односу на стање из 2006. када је регистровано 1.534 становника тог места.

## Становништво
| 2006. | 2011. |
| ----- | ----- |
| 1.534 | 1.488 |